# Ludwig Kick

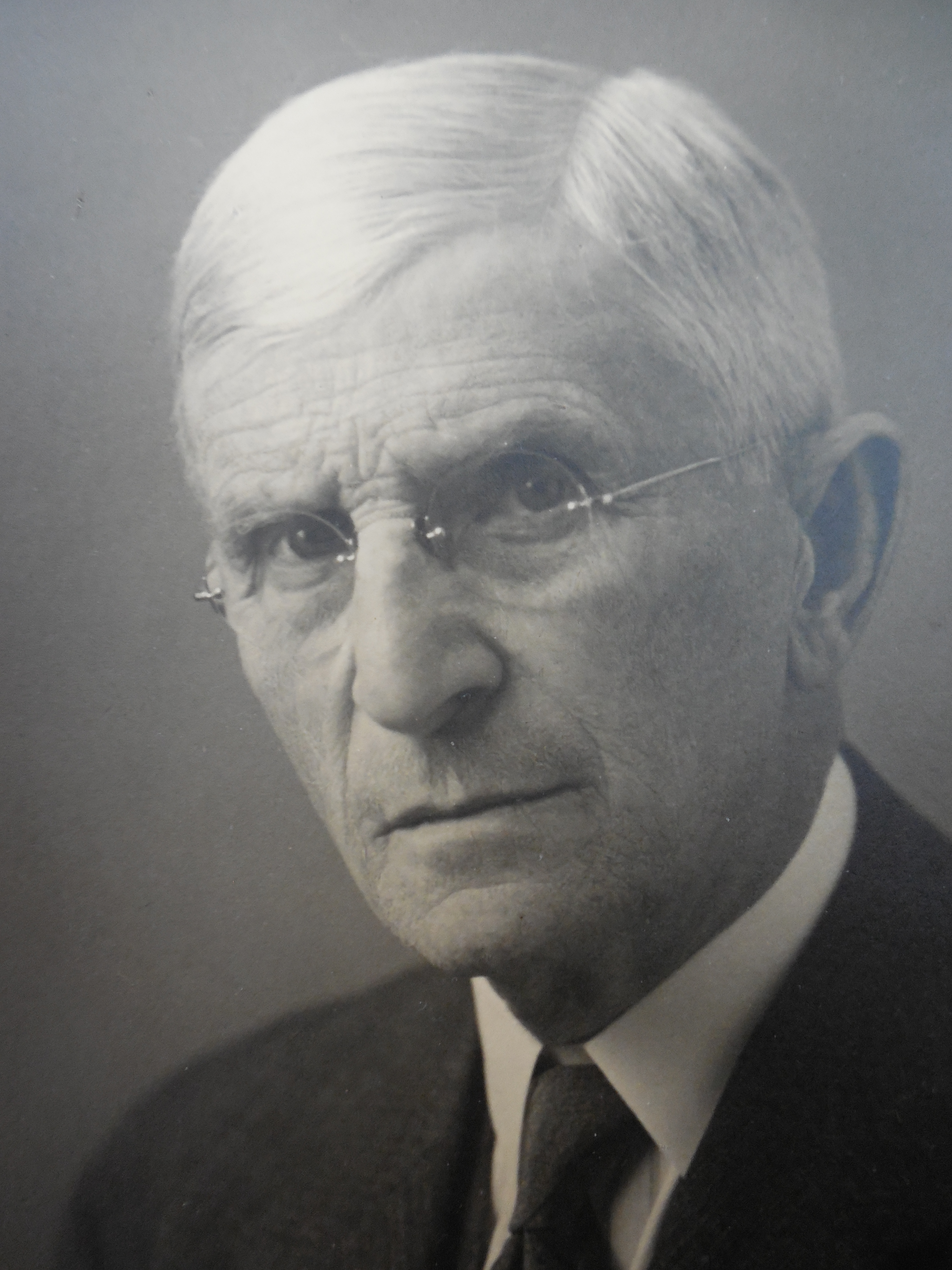
Ludwig Kick

Ludwig Kick (* 29. März 1857 in Lindau, Bodensee; † 4. August 1947 in Zürich) war ein deutscher Ingenieur und Stifter.

## Leben
Ludwig Kick stammte aus einer seit langem ansässigen Lindauer Bürgerfamilie; der Vater betrieb ein Bürstenwarengeschäft auf der Insel in der Grub. Es galt, fünf Buben und fünf Mädchen zu ernähren und großzuziehen. Der junge Ludwig Kick, mit auffälligem technischen Interesse und Verständnis, konnte fünfzehnjährig nach der Realschule auf die Industrieschule in Augsburg wechseln, studierte anschließend an der Technischen Universität München und schloss das Ingenieursstudium mit Diplom ab.
Beruflichen und finanziellen Erfolg hatte Ludwig Kick vor allem ab 1889/90 in den Vereinigten Staaten, beim Aufbau und als Teilhaber einer großen Textilfabrik, der Botany Worsted Mills in Passaic, New Jersey. Mit 45 Jahren, kurz nach der Jahrhundertwende, kehrte der Ingenieur und Geschäftsmann Kick aus den USA zurück zum Bodensee nach Lindau und er machte seine Geburtsstadt zu seinem vorrangigen Aufenthaltsort. Von den Schiffsreisen über den Atlantik, von New York nach Bremerhaven und umgekehrt, hat sich ein voluminöser Schrankkoffer, heute Museumsstück, erhalten.
In Lindau lebte Ludwig Kick als vermögender Mann und Honoratior mit Bürgersinn, mit einer offenen, freigiebigen Hand für viele soziale und kulturelle Zwecke. Er gründete 1902 auf der finanziellen Basis amerikanischer Goldbonds eine Stiftung zum Wohl erholungsbedürftiger kranker oder schwächlicher Kinder, gleich welcher Konfession, und er machte es der Stadt Lindau möglich, nach 1. Weltkrieg und Inflation ein Ferienheim in Lindenberg im Allgäu zu erwerben; er betrieb die Gründung des Lindauer Säuglingsheims und sorgte für dessen Unterhalt; er ermöglichte 1931/32 die denkmalgerechte Restaurierung der gotischen Kröll-Kapelle am Aeschacher Friedhof (hier befindet sich ein Ehrengrab der Familie Kick).

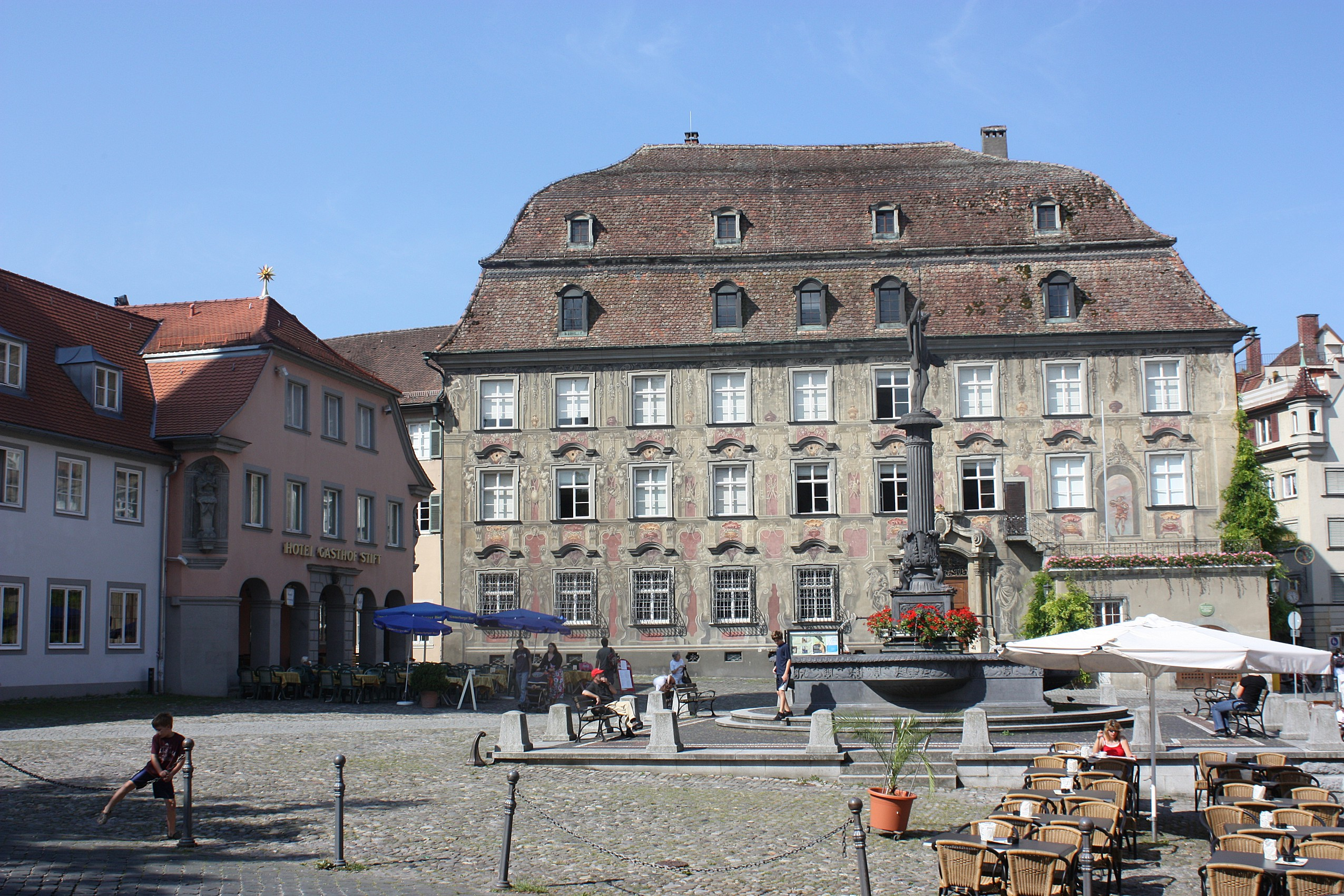
Das Haus zum Cavazzen in Lindau

Ludwig Kick ließ als seinen Wohnsitz in Lindau-Aeschach das Landhaus Tanne neben dem alten Bauernhof Lärche errichten, war verheiratet mit Lydia Kick (geb. Zippel; † 1949). Tochter Gertrud war in erster Ehe verheiratet mit Anton Zwisler, dem späteren Lindauer Kreispräsidenten.
Nachhaltigstes Zeugnis für Ludwig Kicks am Gemeinwohl ausgerichteten Bürgersinn ist bis heute das „Haus zum Cavazzen“ am Lindauer Marktplatz. Das markante Gebäude im Stil des Barock, 1729 und 1730 für die begüterte Kaufmannsfamilie Seutter von Loetzen erbaut, wurde von Ludwig Kick erworben und aufwendig saniert. Als „Ludwig und Lydia Kick’sche Heimatstiftung“ vermachte er es 1929 der Stadt mit Ziel, dem Stadtmuseum Lindau, bisher im Oberstock des Alten Rathauses und nach einem Brand obdachlos, eine neue, geräumige Bleibe und ein finanziell abgesichertes würdiges Domizil zu geben.

## Auszeichnungen
- Ludwig Kick wurde am 3. April 1922 zum Ehrenbürger der Stadt Lindau ernannt.
- 1927 wurde er zum Ehrenmitglied der Technischen Universität München ernannt.[9]

Nach ihm benannt ist die Ludwig-Kick-Straße in Lindau.